# Kaniogo
Kaniogo är ett departement i Mali.   Det ligger i kretsen Cercle de Kangaba och regionen Koulikoro, i den sydvästra delen av landet, 100 km sydväst om huvudstaden Bamako.